# نيك كول
نيك كول (بالإنجليزية: Nick Cole)‏ هو لاعب كرة قدم أمريكية أمريكي، ولد في 28 يوليو 1984.

## وصلات خارجية
- نيك كول على موقع مرجع كرة القدم المحترفة.كوم (الإنجليزية)